# Matt D’Agostini
Matthew Vincent „Matt“ D’Agostini (* 23. Oktober 1986 in Sault Ste. Marie, Ontario) ist ein kanadischer Eishockeyspieler, der zuletzt bis Mai 2022 beim HC Ambrì-Piotta aus der Schweizer National League unter Vertrag gestanden und dort auf der Position des rechten Flügelstürmers gespielt hat. Zuvor verbrachte D’Agostini unter anderem sieben Spielzeiten in der National Hockey League (NHL), wo er 331 Spiele für die Canadiens de Montréal, St. Louis Blues, New Jersey Devils, Pittsburgh Penguins und Buffalo Sabres bestritt. In den Jahren 2015 und 2017 gewann er im Trikot der kanadischen Verbandsauswahl den prestigeträchtigen Spengler Cup.

## Karriere
D’Agostini begann seine Karriere als Eishockeyspieler bei den Guelph Storm, für die er von 2006 bis 2008 in der Ontario Hockey League (OHL) aktiv war. Anschließend wurde er im NHL Entry Draft 2005 in der sechsten Runde als insgesamt 190. Spieler von den Canadiens de Montréal ausgewählt.

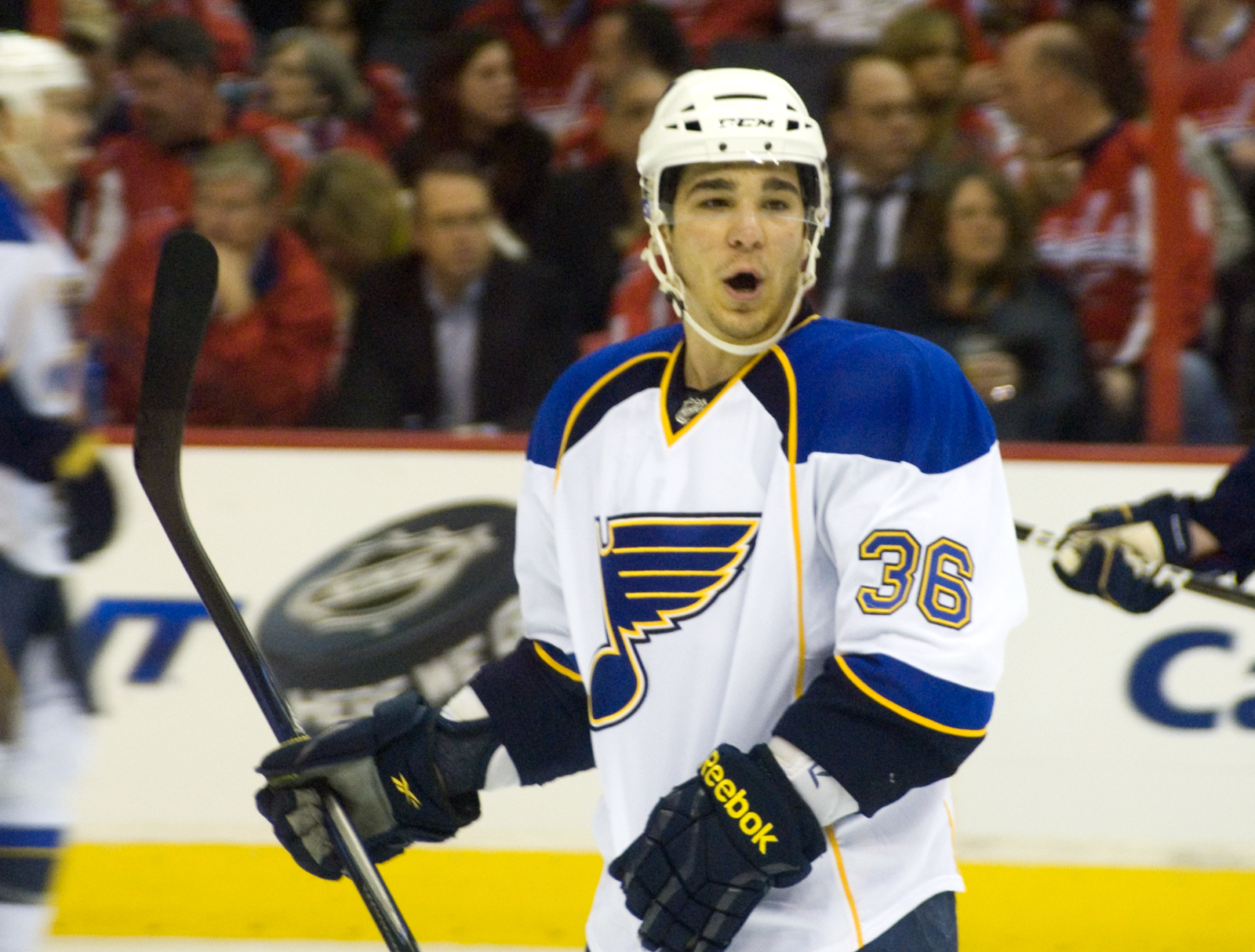
D’Agostini im Trikot der St. Louis Blues

Zunächst spielte er zwei Jahre für deren Farmteam, die Hamilton Bulldogs aus der American Hockey League (AHL), mit denen er in der Saison 2006/07 den Calder Cup gewann, ehe er gegen Ende der Saison 2007/08 sein Debüt in der National Hockey League (NHL) für die Canadiens gab. Zwar blieb dies sein einziger Einsatz in dieser Spielzeit, allerdings spielte der Kanadier in der Saison 2008/09 bereits überwiegend für das NHL-Team Montréals. Während der Spielzeit 2009/10 wurde D’Agostini schließlich im Tausch gegen Aaron Palushaj zu den St. Louis Blues transferiert. Während des Lockouts in der Saison 2012/13 schloss er sich dem SC Riessersee aus der 2. Eishockey-Bundesliga an. Im März 2013 wurde er zu den New Jersey Devils transferiert. Im Juli 2013 unterzeichnete der Kanadier einen Einjahresvertrag bei den Pittsburgh Penguins. Dort jedoch wurde er bereits im folgenden November auf den Waiver gesetzt, sodass ihn die Buffalo Sabres verpflichteten.
Im Sommer 2014 wurde sein Vertrag in Buffalo nicht verlängert, sodass D’Agostini zum Genève-Servette HC in die Schweizer National League A (NLA) wechselte. Im Dezember 2015 gewann er mit Team Canada den Spengler Cup und erzielte im Endspiel gegen Lugano den entscheidenden Treffer zum 4:3. Nach zwei Jahren in Genf wechselte er Ende Mai 2016 innerhalb der NLA zum HC Ambrì-Piotta, wo er insgesamt sechs Spielzeiten bis zum Sommer 2022 verbrachte.

## Erfolge und Auszeichnungen
- 2005 OHL Second All-Rookie Team
- 2007 Calder-Cup-Gewinn mit den Hamilton Bulldogs
- 2015 Spengler-Cup-Gewinn mit dem Team Canada
- 2017 Spengler-Cup-Gewinn mit dem Team Canada

## Karrierestatistik
Stand: Ende der Saison 2021/22
(Legende zur Spielerstatistik: Sp oder GP = absolvierte Spiele; T oder G = erzielte Tore; V oder A = erzielte Assists; Pkt oder Pts = erzielte Scorerpunkte; SM oder PIM = erhaltene Strafminuten; +/− = Plus/Minus-Bilanz; PP = erzielte Überzahltore; SH = erzielte Unterzahltore; GW = erzielte Siegtore; 1 Play-downs/Relegation; Kursiv: Statistik nicht vollständig)